# Flabelliporus
Flabelliporus es un género de foraminífero bentónico considerado un sinónimo posterior de Miogypsina de la familia Miogypsinidae, de la superfamilia Rotalioidea, del suborden Rotaliina y del orden Rotaliida. Su especie tipo era Flabelliporus dilatatus. Su rango cronoestratigráfico abarcaba el Mioceno.

## Clasificación
Flabelliporus incluía a la siguiente especie:
- Flabelliporus dilatatus †